# Блоха проницающая
Блоха проницающая, или бразильская земляная блоха (лат. Tunga penetrans) — вид блох из семейства Hectopsyllidae. Вызывает тяжёлое кожное заболевание саркопсиллёз, или тунгиоз.

## Распространение
Блоха проницающая обитает в Центральной и Южной Америке, особенно в Гвиане и Бразилии, а в 1872 году была завезена в Западную Африку, где очень быстро распространилась. Она держится в лесах на растениях, а особенно на сухой траве, с которой прыгает на человека и на животных. Кроме того, она часто встречается вблизи человеческих жилищ, овчарен и скотных дворов. Эта блоха нападает на человека, домашних животных, свиней, собак, кошек, лошадей, ослов и рогатый скот, а также и на различных диких млекопитающих и птиц.

## Описание
Длина тела 1—2 мм. Самец и неоплодотворённая самка одинаковой величины. Она красновато-бурого цвета с белым пятном посередине, голова немного темнее. Тело проницающей блохи овальное, голова с угловатым и зубчатым лбом и маленькими глазками, нижние челюсти очень маленькие, едва выдающиеся и снабжённые короткими одночленистыми щупиками, верхние челюсти пилообразно зазубренные.
Самец проницающей блохи и неоплодотворённая самка беспокоят обитаемых ими животных нисколько не больше, чем обычные блохи. Другое дело, когда поселяется оплодотворённая самка. В её теле развивается несколько сот яичек, которые настолько крупны, что сильно растягивают брюшко: последнее принимает шарообразную форму и становится величиной с горошину. Такая самка представляет собой белый шарик с двумя тёмными точками на обоих полюсах: передняя точка — голова вместе с грудью, а задняя — хитиновые покровы задней части брюшка. Чтобы такое огромное количество яичек могло развиться, самка должна получать очень много пищи. Для этой цели она после оплодотворения углубляется головой в кожу обитаемого ею животного и сосёт кровь. Брюшко развивается очень быстро. По развитии яиц последние выбрасываются наружу, а не откладываются в кожу обитаемого животного или человека, а самка вслед за тем умирает и также выпадает наружу.
Блоха проницающая обыкновенно внедряется у человека под ноготь большого пальца ноги, а у млекопитающих — в кожу нижних частей ног. От зуда, производимого паразитом, и от расчёсывания начинается и постепенно усиливается воспаление, особенно в том случае, если под кожей поместилось несколько самок: иногда воспаление переходит в нагноение и гангрену, вследствие чего появляется необходимость ампутации части или целой пораженной конечности, и в некоторых случаях бывает смертельный исход. Чаще всего страдают люди, ходящие босиком. Блоху проницающую извлекают из кожи посредством иголки. Это насекомое на родине называется шик или чигоэ.